# (136) Austria
(136) Austria ist ein Asteroid des inneren Hauptgürtels, der am 18. März 1874 vom österreichischen Astronomen Johann Palisa an der Marine-Sternwarte Pola in Istrien entdeckt wurde. Dies war die erste von insgesamt 121 Asteroidenentdeckungen durch Palisa und auch die erste im damaligen Österreich.
Der Asteroid wurde vom Entdecker zu Ehren seines Heimatlandes mit dessen latinisiertem Namen Austria benannt.

## Wissenschaftliche Auswertung
Aus Ergebnissen der IRAS Minor Planet Survey (IMPS) wurden 1992 erstmals Angaben zu Durchmesser und Albedo für zahlreiche Asteroiden abgeleitet, darunter auch (136) Austria, für die damals Werte von 40,1 km bzw. 0,15 erhalten wurden. Mit dem Satelliten Midcourse Space Experiment (MSX) wurden dann 1996 bis 1997 im Rahmen der Infrared Minor Planet Survey (MIMPS) neue Daten erhalten, aus denen für den Asteroiden Werte von 32,7 km bzw. 0,23 bestimmt wurden. Eine Auswertung von Beobachtungen durch das Projekt NEOWISE im nahen Infrarot führte 2011 zu vorläufigen Werten für den Durchmesser und die Albedo im sichtbaren Bereich von 37,9 km bzw. 0,16. Nachdem die Werte nach neuen Messungen mit NEOWISE 2012 auf 34,2 km bzw. 0,20 korrigiert worden waren, wurden sie 2014 auf 36,9 km bzw. 0,22 geändert. Nach der Reaktivierung von NEOWISE im Jahr 2013 und Registrierung neuer Daten wurden die Werte 2015 mit 33,9 km bzw. 0,20 angegeben, diese Angaben beinhalten aber hohe Unsicherheiten.
Der Asteroid (136) Austria wurde am 22. März 2002 spektroskopisch im nahen Infrarot an der Infrared Telescope Facility (IRTF) auf Hawaiʻi untersucht. Dabei konnten etwa 36 % der Oberfläche des Asteroiden erfasst werden. Das gemessene Spektrum zeigte keinerlei Absorptionslinien und entsprach sowohl einer Zusammensetzung aus NiFe-Metall als auch Enstatit-Chondrit.
Photometrische Beobachtungen von (136) Austria erfolgten erstmals vom 7. bis 10. Februar 1981 am La-Silla-Observatorium in Chile. Aus der gemessenen Lichtkurve wurde eine Rotationsperiode von 11,5 h abgeleitet. Aus archivierten Daten des Uppsala Asteroid Photometric Catalogue (UAPC) wurde dann in einer Untersuchung von 2009 für den Asteroiden ein Gestaltmodell für eine prograde Rotation mit einer Rotationsperiode von 11,4966 h bestimmt.
Die Auswertung archivierter Lichtkurven der Lowell Photometric Database ermöglichte in einer Untersuchung von 2016 die Bestimmung der Rotationsperiode zu 11,4966 h, außerdem konnten Gestaltmodelle und zwei alternative Lösungen für die Position der Rotationsachse angegeben werden in Verbindung mit einer prograden Rotation. Dies wurde dann kurz darauf noch einmal optimiert sowohl unter Verwendung eines ellipsoidischen Gestaltmodells als auch der Methode der konvexen Inversion. Für die Position der Rotationsachse wurde jetzt nur noch eine Lösung angegeben, die Rotationsperiode wurde auf einen Wert von 11,4967 h berichtigt.
Mit dem Weltraumteleskop Transiting Exoplanet Survey Satellite (TESS) konnten während dessen Durchmusterung des Südhimmels 2018 bis 2019 auch Objekte des Sonnensystems beobachtet werden. Dabei wurden auch die Lichtkurven von fast 10.000 Asteroiden aufgezeichnet. Für (136) Austria wurde aus Messungen etwa vom 20. bis 27. Februar 2019 eine Rotationsperiode von 11,5086 h abgeleitet. Aus archivierten Daten des Asteroid Terrestrial-impact Last Alert System (ATLAS) aus dem Zeitraum 2015 bis 2018 konnte in einer Untersuchung von 2022 mit der Methode der konvexen Inversion eine Rotationsperiode von 11,49653 h berechnet werden.